# Serro (Minas Gerais)
Serro (früher: Vila do Príncipe) ist eine brasilianische Gemeinde in der unmittelbaren geografischen Region Diamantina, im Bundesstaat Minas Gerais. Die Einwohnerzahl betrug im Jahr 2022 21.952.
Serro liegt im mittleren Nordosten von Minas Gerais, in der zentralen Region der Serra do Espinhaço, 325 Kilometer von Belo Horizonte entfernt. Es ist Teil des Caminho dos Diamantes und der Estrada Real, einem Erbe der Minen, die im 18. Jahrhundert die Bandeirantes aus São Paulo und dem Nordosten anzogen. Umgeben von Bergen, Hügeln, Flüssen und Wasserfällen, ist Serro ein Ziel für Liebhaber des historischen und ökologischen Tourismus.
Neben den Naturschönheiten und den Minen verfügt Serro über ein reiches historisches und kulturelles Erbe und produziert den berühmten Queijo do Serro, eine der bekanntesten Käsesorten von Minas Gerais, deren Rezeptur 2002 zum immateriellen Kulturerbe des Bundesstaates Minas Gerais ernannt wurde.

## Geschichte

Serro, 1964, Nationales Archiv (Arquivo Nacional).

Im Jahr 1701 begann der Arraial, aus dem die heutige Stadt Serro, das Zentrum des Goldabbaus in der Region, hervorgehen sollte. Der erste bekannte Name war „Arraial do Ribeirão das Minas de Santo Antônio do Bom Retiro do Serro do Frio“, der 1702 zum Zeitpunkt der offiziellen Entdeckung genannt wurde. Es gibt auch Erwähnungen von „Arraial das Lavras Velhas“, obwohl es keine offiziellen Aufzeichnungen gibt. Der Name, den die Indianer der Region gaben, war Ivituruí (ivi = vento (Wind), turi = morro (Hügel), huí = frio (Kälte)) in der Sprache der Tupi-Guarani. Daraus entwickelte sich Serro Frio oder Serro do Frio. Ivituruí war eine Region der Serra do Espinhaço. Im Jahr 1714 wurde die Siedlung vom Gouverneur Brás Baltasar da Silveira unter dem Namen Vila do Príncipe zu einer Stadt und Gemeinde erhoben. Am 17. Februar 1720 wurde sie zum Sitz des Bezirks Serro do Frio (nordnordöstlich des Kapitanats Minas Gerais). Durch das Provinzgesetz vom 6. März 1838 wurde sie zur Stadt erhoben und erhielt den Namen Serro.
In der Nähe des Oberlaufs des Jequitinhonha-Flusses, an den Ufern der Bäche Quatro Vinténs und Lucas, setzten Siedler aus São Paulo ihre Flaggen in den Dienst der portugiesischen Krone. Es war im Jahr 1701, als eine Expedition unter der Leitung des Polizeipräsidenten Antônio Soares Ferreira in der Region eintraf. In dem Ivituruí genannten Gebiet wurden, wie auch in anderen Gebieten von Minas Gerais, weitere Goldvorkommen entdeckt.
In der Nähe der Bäche wurden mehrere Ranches errichtet, aus denen die Arraiais Baixo und Cima hervorgingen, die sich bald entwickelten und aus denen die Stadt Serro Frio hervorging. Neue Wellen von Menschen kamen, angelockt durch den Goldreichtum dieser Gebiete.
Die Afrikanerin Jacinta de Siqueira soll eine wichtige Rolle bei der Gründung und Besiedlung dieser bedeutenden historischen Stadt in Minas Gerais gespielt haben. Gilberto Freyre identifizierte sie in seinem bekannten Werk Herrenhaus und Sklavenhütte (Casa Grande & Senzala) als „matriarchalischen Stamm“ („tronco matriarcal“) einer Gruppe illustrer brasilianischer Familien, und ihre Nachkommen waren wichtige und reiche Männer in der Regierung des Landes.
Die unorganisierte Ausbeutung im ersten Jahrzehnt des 18. Jahrhunderts führte zur Schaffung des Postens eines Oberaufsehers für die Goldminen der Region, der 1711 von Hauptfeldwebel (sargento-mor) Lourenço Carlos Mascarenhas e Araújo besetzt wurde. Es kamen immer mehr Menschen, die Siedlung wuchs und 1714 wurde die Gemeinde zu Vila do Príncipe erhoben.
Später entdeckten Bergleute neben Gold auch Diamantenminen in der Region, in der sich heute Milho Verde, São Gonçalo do Rio das Pedras und Diamantina befinden. Um die Interessen des Reiches zu verteidigen, wurde 1720 der große Bezirk Serro Frio (Comarca do Serro Frio) geschaffen, der zum größten Bezirk von Minas Gerais (Comarca das Minas) wurde. Er hatte seinen Sitz in Vila do Príncipe und umfasste ein großes Gebiet, das den damaligen Arraial do Tijuco, das heutige Diamantina, und den gesamten Nord-Nordosten des Bundesstaates einschloss.
Nach der Entdeckung von Diamanten wurde der Goldabbau in der Region stark eingeschränkt. Im Jahr 1725 wurde die Haus der Gießerei (Casa de Fundição) gegründet, wohin die gesamte Goldproduktion der Region geschickt werden sollte. Doch trotz aller Vorschriften verdienten viele Abenteurer ihr Geld mit dem Schmuggel von Gold und Diamanten.

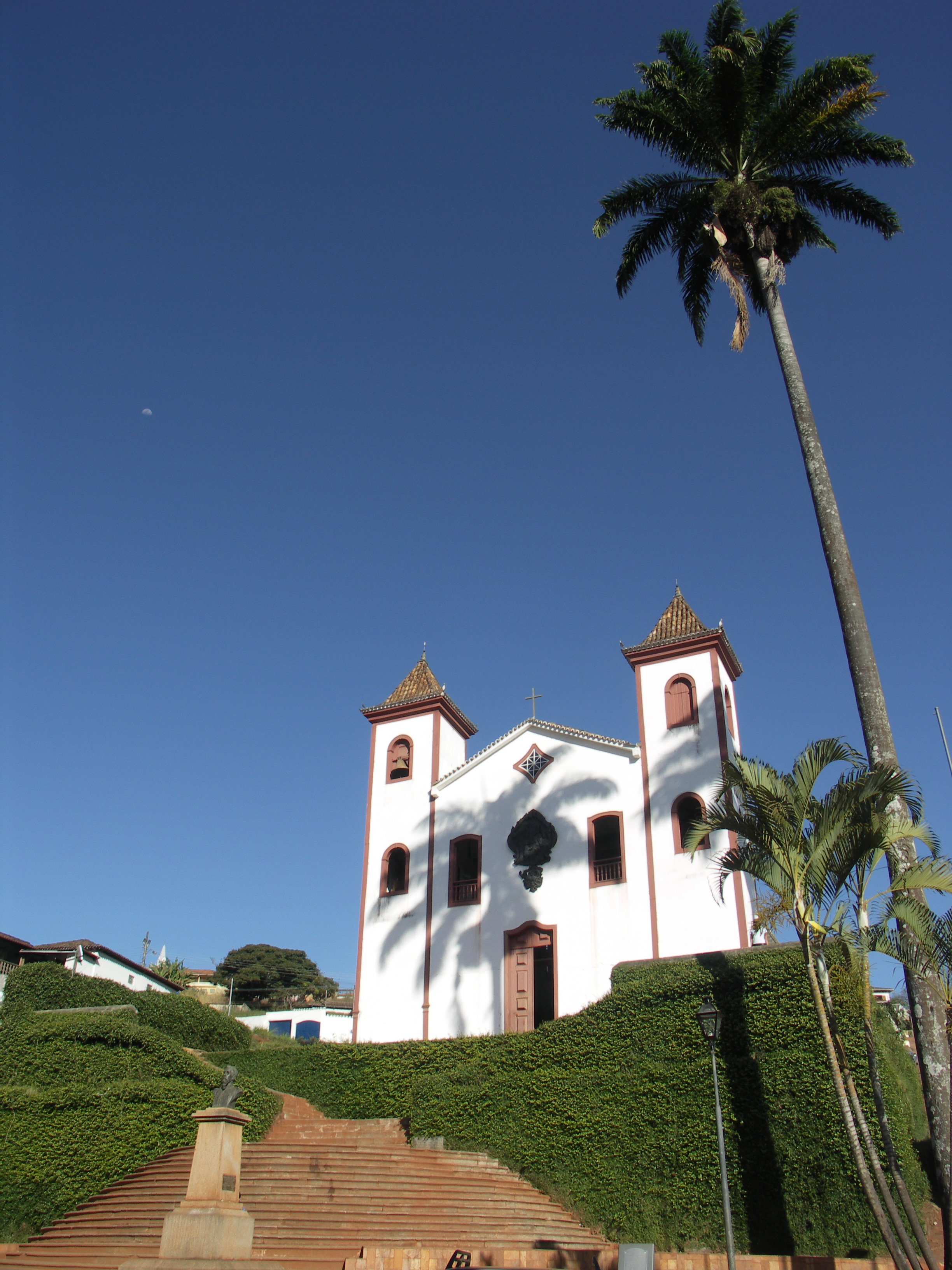
Carmo Kirche (Igreja do Carmo)

Die Stadt begann auch, Kultur und Zivilisation in der Region zu verbreiten. Eine Welle von Entdeckern, Künstlern, Politikern und religiösen Persönlichkeiten begann sich dort niederzulassen, darunter Mestre (Meister) Valentim da Fonseca e Silva und Maestro (Meister) Lobo de Mesquita.
Die Minen wurden fast hundert Jahre lang erschöpfend ausgebeutet. Zu Beginn des 19. Jahrhunderts, mit dem Niedergang des Bergbaus, konnten sich nur wenige Bergleute, gefördert von der Regierung, die hohen Produktionskosten leisten. Die große Mehrheit der Bevölkerung wandte sich der Viehzucht und der Subsistenzlandwirtschaft (agricultura de subsistência) zu, die durch die geografische Lage der Stadt erschwert wurde.
Die Verarmung der Minen (empobrecimento das minas) beeinträchtigte das wirtschaftliche und soziale Leben des Ortes. Im Jahr 1817 besuchte der französische Naturforscher Auguste de Saint-Hilaire Vila do Príncipe und beschrieb die Situation wie folgt: „Vila do Príncipe besteht aus etwa 700 Häusern und einer Bevölkerung von 2.500 bis 3.000 Personen. Das Dorf ist am Hang eines langgestreckten Hügels erbaut, und seine in einem Amphitheater angeordneten Häuser, die dazwischen liegenden Gärten und die verstreuten Kirchen bilden von den nahegelegenen Erhebungen aus gesehen ein sehr ansprechendes Ensemble.“ An anderer Stelle heißt es: „...zwei Gasthäuser und etwa 15 Geschäfte mit fast allem, was aus England importiert wird“. Den Berichten zufolge gab es im Dorf keine Brunnen, und die Wasserversorgung wurde von Sklaven sichergestellt, die Fässer mit Wasser aus dem Tal holten. Es gab keine Vergnügungseinrichtungen und die in der Region übliche Hirschjagd diente der Unterhaltung. Saint-Hilaire bewunderte jedoch die Schönheit der Frauen, die Kirchen und die religiösen Feste, die in dem alten Dorf bereits Tradition waren.

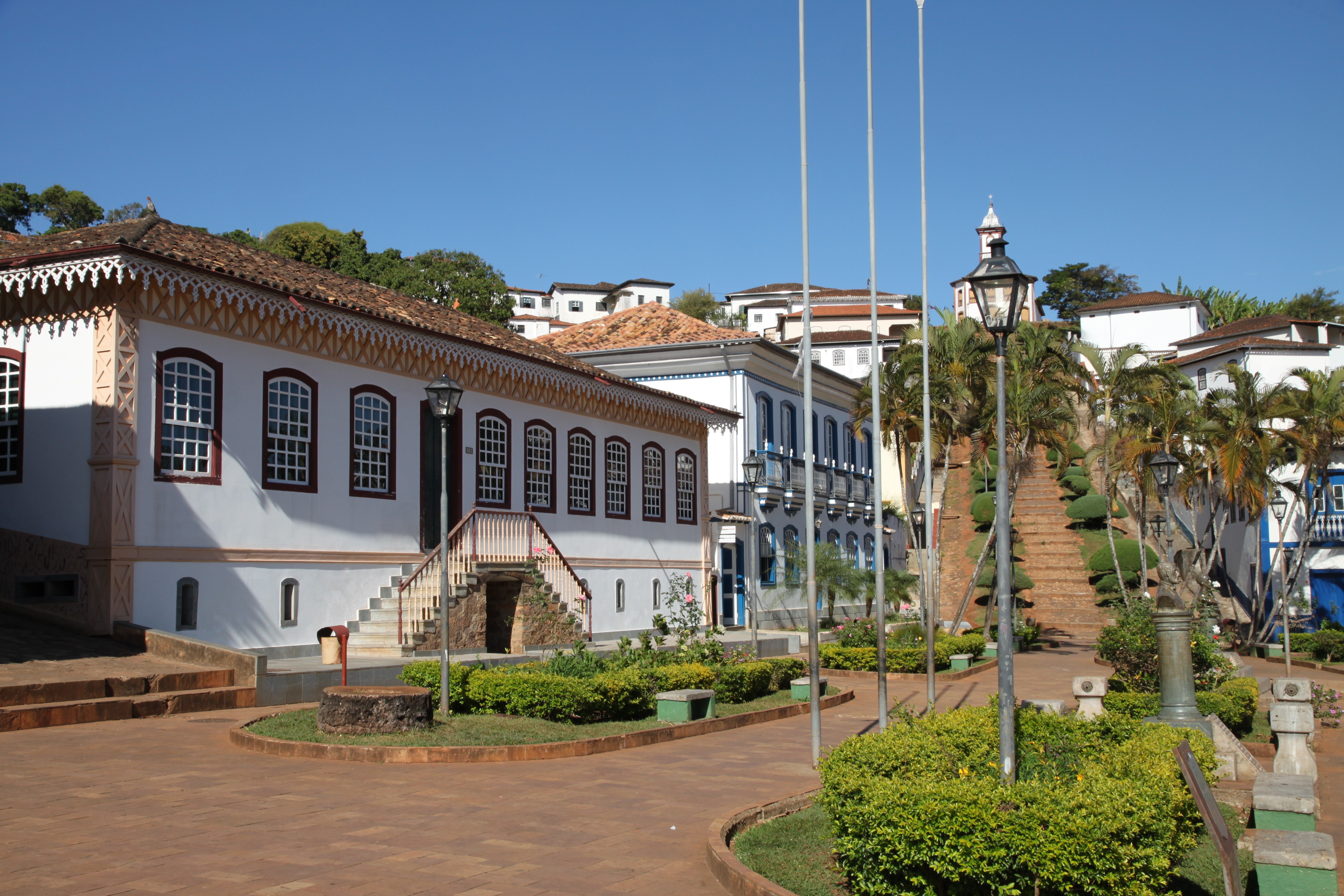
Koloniales Haus in Serro

1838 wurde der Ort (vila) zur Stadt (cidade) erhoben und blieb das administrative und rechtliche Zentrum der Region. Der Handel entwickelte sich und es wurden kleine Eisenfabriken gegründet. Im Laufe des Jahrhunderts wurden prächtige Herrenhäuser gebaut. Doch der Mangel an Modernisierung und neuen wirtschaftlichen Alternativen führte dazu, dass die Stadt allmählich ihre Fähigkeit verlor, mit den Veränderungen im Land zu konkurrieren. Zur Zeit der Ausrufung der Republik war Serro nicht in der Lage, sich an die Eisenbahnnetze anzuschließen und wurde von den neuen Verkehrs- und Entwicklungsmustern isoliert. Die Gemeinde geriet in eine Stagnation.
Die erzwungene Isolation trug jedoch dazu bei, das historische Erbe von Serro zu bewahren. Im Jahr 1938 wurde das städtische und landschaftliche Erbe vom Nationalen Institut für historisches und künstlerisches Erbe (Instituto do Patrimônio Histórico e Artístico Nacional – IPHAN) unter Denkmalschutz gestellt und war damit die erste brasilianische Stadt, die eine solche Anerkennung erhielt. Im 20. Jahrhundert entwickelte sich die Stadt vor allem durch die Milchwirtschaft, dem wichtigsten Wirtschaftszweig der Stadt – ein Großteil der Milch wird zur Herstellung von Serro-Käse verwendet. In jüngerer Zeit hat sich der Tourismus entwickelt, wobei der Schwerpunkt auf den reichen Landschaften der Region und dem materiellen und immateriellen Erbe der lokalen Kultur liegt.
Zu den Referenzen des immateriellen Kulturerbes gehört das reichhaltige „handwerkliche Verfahren zur Herstellung von Serro-Käse“ („Processo Artesanal de Produção do Queijo do Serro“), das auf staatlicher und nationaler Ebene durch die Eintragung durch das Instituto Estadual do Patrimônio Histórico e Artístico de Minas Gerais (IEPHA-MG) bzw. das Instituto do Patrimônio Histórico e Artístico Nacional (IPHAN) anerkannt ist.

## Projekt intelligente Stadt

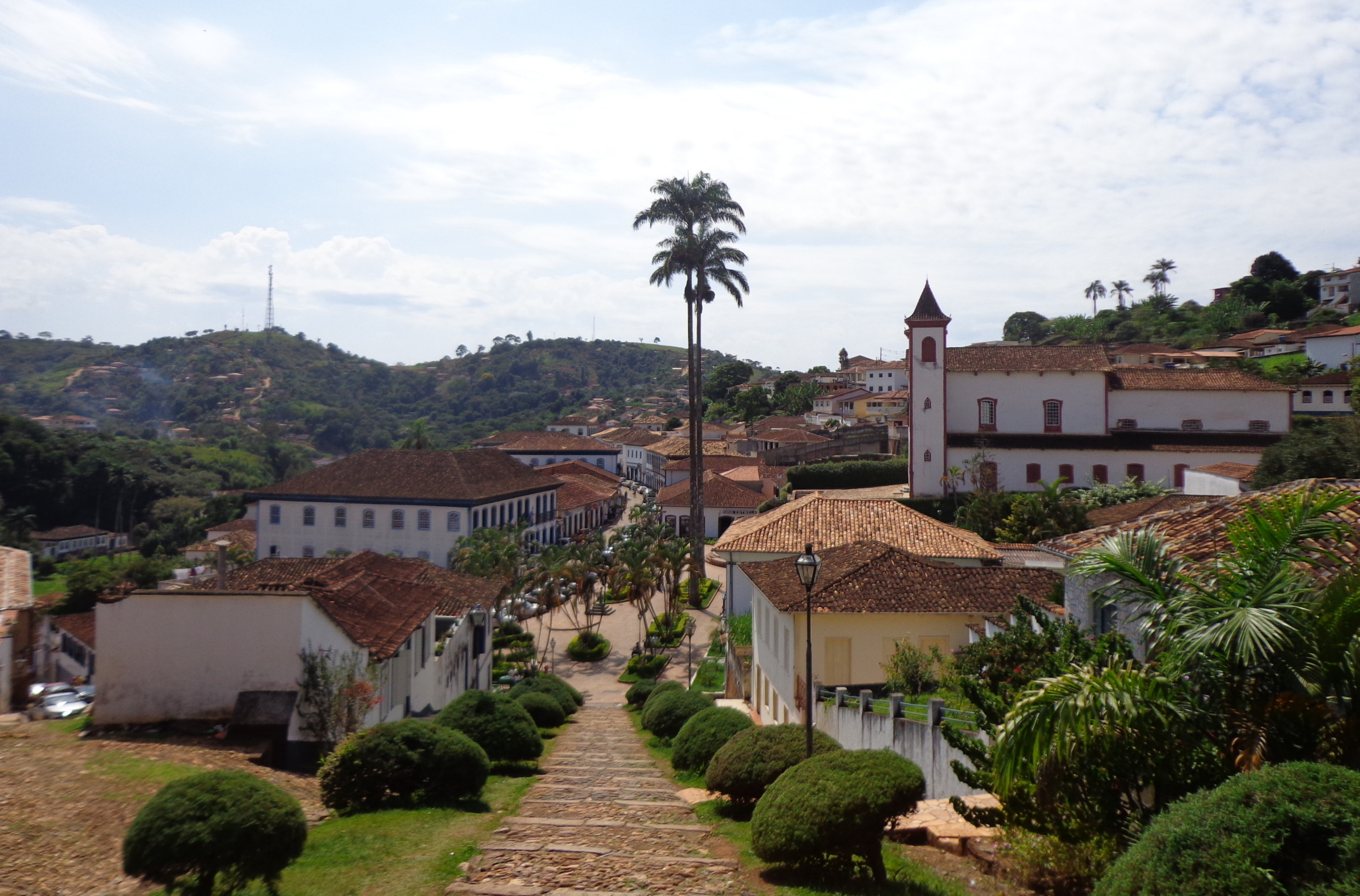
Serro

Die Gemeinde Serro hat eine öffentlich-private Partnerschaft (Parceria Público-Privada – PPP) ins Leben gerufen, um eine intelligente Stadt (Cidade inteligente) zu schaffen, die die vollständige Modernisierung des öffentlichen Beleuchtungssystems sowie die Installation, den Betrieb und die Wartung einer fortschrittlichen Telekommunikationsinfrastruktur umfasst. Dieses System bietet Glasfaserkabel für öffentliche Verwaltungsgebäude und kostenlose Wi-Fi-Punkte für die Bevölkerung. Das Projekt wurde mit Unterstützung des Instituts für Stadtplanung und Management (Instituto de Planejamento e Gestão de Cidades – IPGC) entwickelt.

## Geografie
Die Gemeinde besteht aus dem Hauptbezirk und den Bezirken Deputado Augusto Clementino, Milho Verde, Pedro Lessa, São Gonçalo do Rio das Pedras und Três Barras da Estrada Real.

## Tourismus

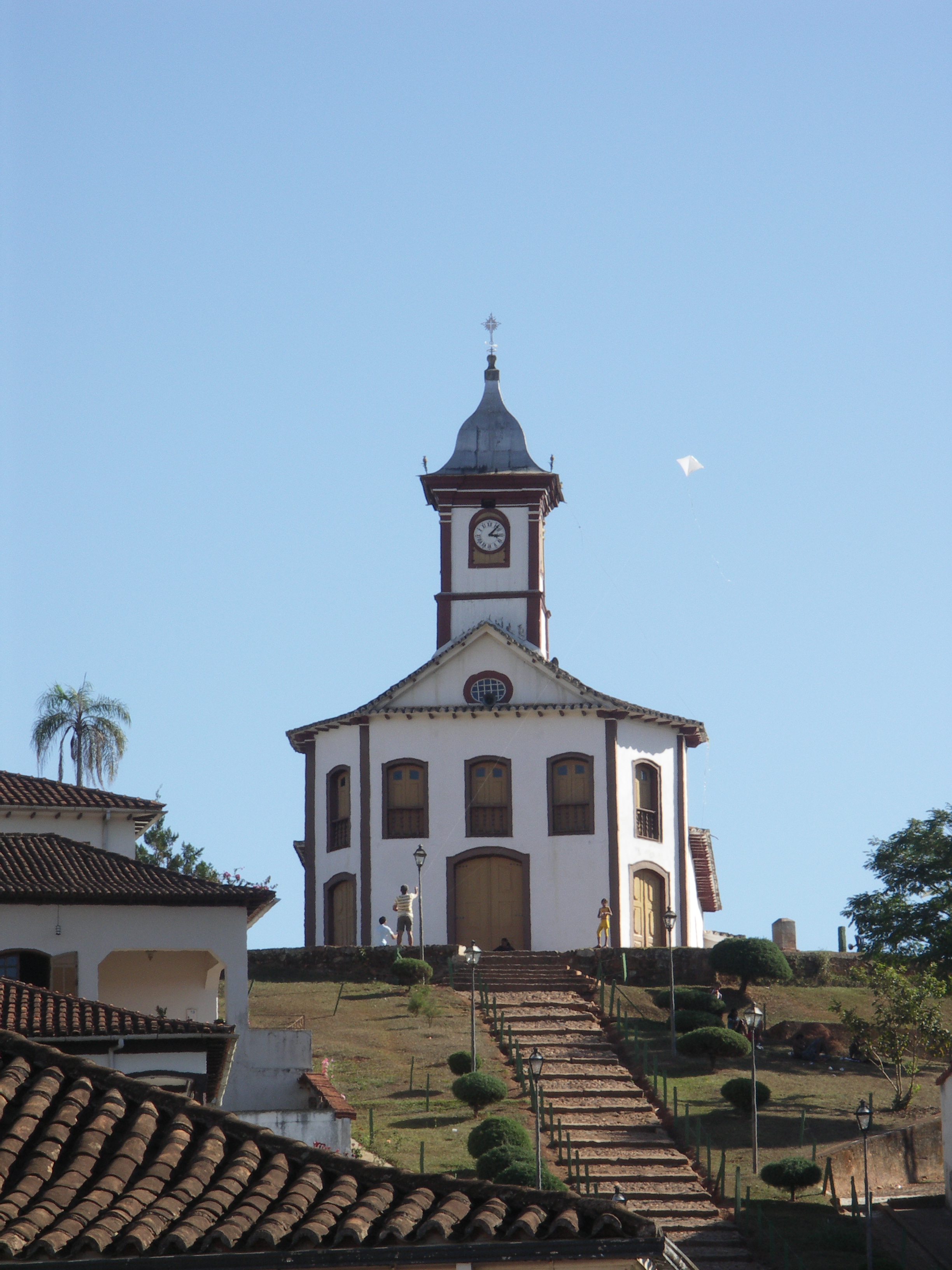
Kapelle der Heiligen Rita (Capela de Santa Rita)

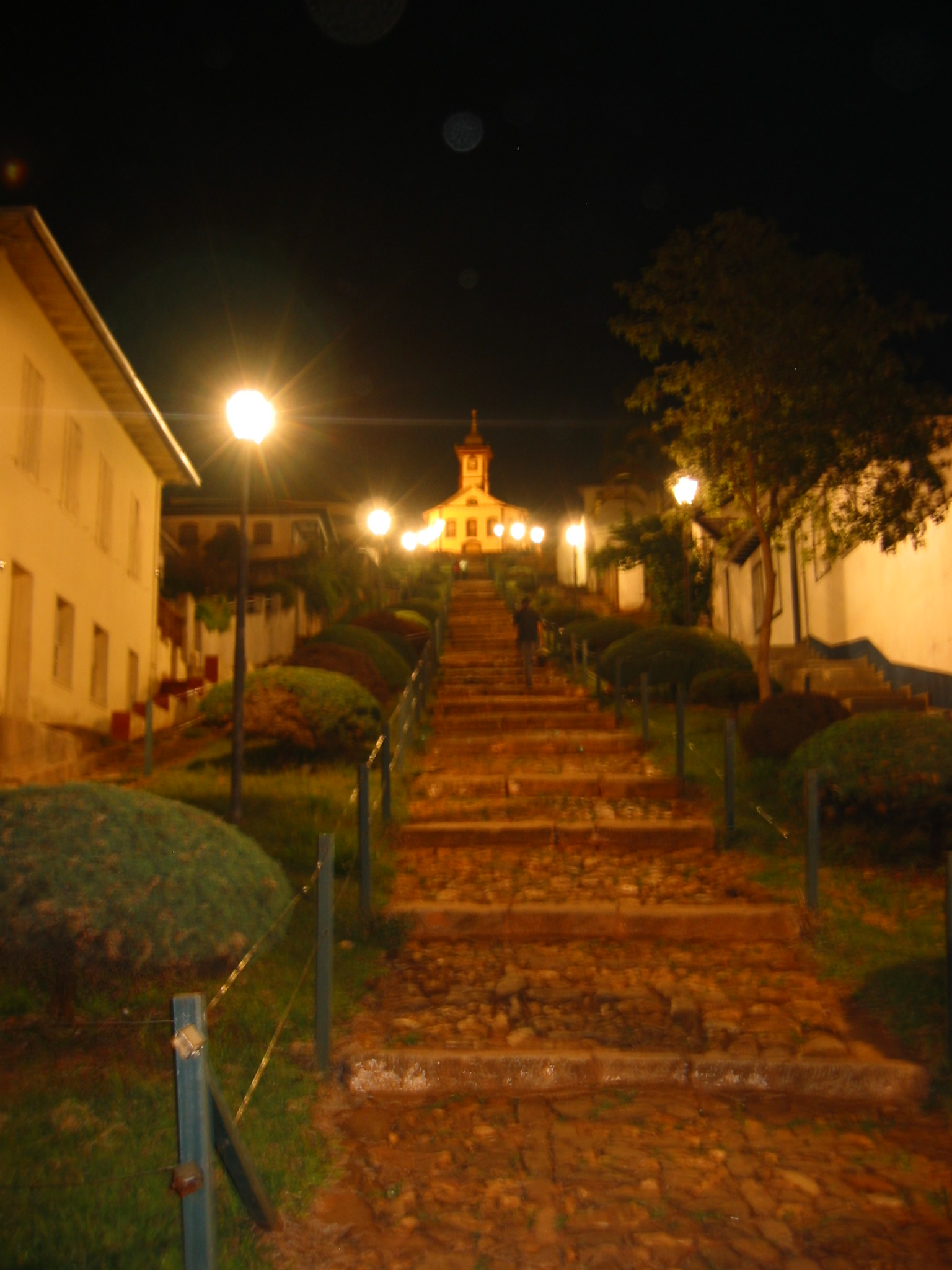
Nachtansicht der Kapelle der Heiligen Rita

Die Stadt ist Teil des Diamantener Touristenkreises (circuito turístico dos Diamantes). Neben historischen Attraktionen wie Kirchen und Herrenhäusern haben die Bezirke Milho Verde und São Gonçalo do Rio das Pedras auch den Ökotourismus angezogen. Die Region ist reich an Wasserfällen und beherbergt einen Teil des Staatsparks Pico do Itambé, eine Wiege der Cerrado-Vegetation.

### Denkmalschutz und Naturerbe
Die architektonischen und städtebaulichen Komplexe des Stadtteils São Gonçalo do Rio das Pedras, die Pfarrkirche Nossa Senhora da Conceição, die Kirche Nossa Senhora do Carmo, die Kirche Bom Jesus do Matosinhos und die Casa dos Ottoni stehen alle unter dem Schutz des Nationalen Instituts für historisches und künstlerisches Erbe (Instituto do Patrimônio Histórico e Artístico Nacional).
Das staatliche Institut für historisches und künstlerisches Erbe von Minas Gerais (Instituto Estadual do Patrimônio Histórico e Artístico de Minas Gerais) hat die Pfarrkirche von São Gonçalo, die Pfarrkirche von Nossa Senhora dos Prazeres und den Gipfel von Itambé (Pico do Itambé) unter Denkmalschutz gestellt.

### Touristische Sehenswürdigkeiten
- Regionalmuseum Casa dos Ottoni (Museu Regional Casa dos Ottoni (IPHAN))
- Distrikt Milho Verde, 25 km vom Zentrum entfernt
- Distrikt São Gonçalo do Rio das Pedras, 30 km vom Zentrum entfernt
- Pico do Itambé, 20 km vom Zentrum entfernt
- APA das Águas Vertentes.
- Serro Pferdefest (Festa do Cavalo do Serro)
- Käsefest am 7. September (Festa do Queijo)
- Traditionelle religiöse Feste (Festa de Nossa Senhora do Rosário, Festa do Divino e outras).
- Kirche Unserer Lieben Frau von der Empfängnis (Igreja Nossa Senhora da Conceição)
- Kirche Unserer Lieben Frau vom Berge Karmel (Igreja Nossa Senhora do Carmo)
- St.-Rita-Kirche (Igreja Santa Rita)
- Kirche Unserer Lieben Frau vom Rosenkranz (Igreja Nossa Senhora do Rosário)
- Kirche von Bom Jesus do Matozinho (Igreja do Bom Jesus do Matozinho)

### Wasserfälle
In der Gemeinde gibt es mehr als 100 Wasserfälle, die sich hauptsächlich in den Bezirken Milho Verde und São Gonçalo do Rio das Pedras befinden. Die bekanntesten sind Cachoeira do Moinho, Lajeado, Cachoeira do Carijó und Cachoeira do Tempo Perdido, die sich im Dorf Capivari am Fuße des Pico do Itambé befinden.

## Söhne von Serro
Serro nimmt weiterhin eine herausragende Stellung in der Region ein und die Stadt gewinnt auch politisch an Bedeutung. Mehrere ihrer Söhne, wie Teófilo Benedito Ottoni, der Anführer der liberalen Revolution von 1842, Cristiano Benedito Ottoni, Simão da Cunha Pereira, João Pinheiro da Silva und Sabino Barroso, erlangten politische Bedeutung. Im Justizwesen schafften es drei Serranos bis zum Obersten Gerichtshof (Supremo Tribunal Federal): João Evangelista de Negreiros Saião Lobato (1817–1894), Pedro Lessa (1859–1921) und Edmundo Pereira Lins (1863–1944).